# متأنقه للقتل
متأنقه للقتل هو كتاب صدر عام 1995 من قبل سيدني روس سينغر وسوما غريسمايجر يقترحان صلة بين حمالات الصدر وسرطان الثدي. وفقا للمؤلفين، حيث ان الطبيعة التقييديه  لحماله الصدر تعوق وتمنع نظام الجهاز الليمفاوي، مما يؤدي إلى زيادة خطر الإصابة بسرطان الثدي. تعتبر ادعاءات الكتاب لا أساس لها من الصحة من قبل المجتمع العلمي، ووجه الباحثون انتقادات للمنهجيه المتبعه من قبل المؤلفين  بانها معيبه أو مغلوطه 
لم تجد المنظمات الطبية الكبرى بما في ذلك معاهد الصحه الوطنيه الامريكيه وجمعية السرطان الأمريكية أي دليل على أن ارتداء حمالة الصدر يزيد من مخاطر الإصابة بسرطان الثدي.

## روابط خارجية
- متأنقه للقتل على موقع OCLC (الإنجليزية)
- متأنقه للقتل على موقع المكتبة المفتوحة (الإنجليزية)